# Diego Benito
Diego Benito Rey (Madrid, España, 25 de agosto de 1988) es un futbolista español. Juega de centrocampista y actualmente pertenece al Salamanca UDS.
Diego es un jugador que ha disputado 392 encuentros en distintos clubes como son Rayo Vallecano, Rayo Vallecano 'B', Getafe CF, Getafe CF 'B', Albacete BP, Real Murcia, Elche CF, FC Cartagena, Hércules CF y Salamanca UDS este último siendo con el que más disputó (121) y más goles marcó (19), además llegó a disputar 4 partidos en Primera División con el Rayo.
El día 27 de abril de 2025 el madrileño anunció su retirada siendo homenajeado por todos los asistentes al partido entre el Salamanca UDS y la UP Langreo.

## Trayectoria
Diego Benito comenzó su carrera con el juvenil de División de Honor del Rayo Vellecano para luego jugar en su filial Rayo Vallecano B en tercera división con el que ascendió a Segunda División B. En 2010 se produjo su debut en Segunda División, fue el 29 de enero de 2011 entrando desde el banquillo en la segunda parte en una victoria a domicilio contra el CD Numancia de Soria. Durante esa temporada compagino el filial con el primer equipo y consiguió el ascenso a primera división. Tras destacar en el Rayo Vallecano B durante dos temporadas, Diego Benito debuta en la Primera División el 12 de febrero de 2012 al entrar en la segunda parte con un resultado final de dos a cero para el cuadro franjirrojo contra el Getafe CF, además disputó dos partidos más contra el Real Betis Balompié y disputó 26 minutos en el Rayo Vallecano 0-7 Fútbol Club Barcelona .
El 26 de junio de 2012, se anuncia la renovación de Diego Benito con el Rayo Vallecano para las próximas dos temporadas y se anuncia que pasará a formar parte de la primera plantilla del equipo. Pero los Administradores concursales de la entidad rechazan el acuerdo de contrato y el jugador queda libre. La temporada 2012-2013 juega en el filial del Getafe Getafe B haciéndolo en 35 partidos como titular y yendo convocado con el Getafe CF en su partido en el Estadio Santiago Bernabéu contra el Real Madrid en la Liga BBVA.
El 18 de julio de 2013, se anuncia su fichaje por el Albacete Balompié para las próximas dos temporadas, con el que consiguió un ascenso a Segunda en la campaña 2013-14.
El 11 de agosto de 2016 firma por el Real Murcia Club de Fútbol en el que el mediocentro ofensivo disputaría 32 partidos, incluida Liga, Copa y playoff de ascenso.  
En verano de 2017 se convierte en nuevo jugador del Elche CF, al que llegaría con Vicente Mir y en el que solo jugaría durante la primera vuelta de la temporada.
El 2 de enero de 2018 ficha por el FC Cartagena en el mercado de invierno para lo que resta de temporada con opción a una más.
En julio de 2018, se desvincula como jugador del FC Cartagena y se convierte en el octavo fichaje del Hércules CF.
En verano de 2021 ficha por el Salamanca CF UDS para disputar la competición de 2ª RFEF, convirtiéndose en un fijo en las alineaciones y disputando un total de 31 partidos a lo largo de la temporada.
En julio de 2022 se hace oficial su renovación por el club charro por una temporada más.

## Clubes
- Actualizado el 10 de septiembre de 2013:

| S                       | Temporada           | Categoría           | Liga    | Liga  | Copa    | Copa  | Total   | Total |
| S                       | Temporada           | Categoría           | Jugados | Goles | Jugados | Goles | Jugados | Goles |
| ----------------------- | ------------------- | ------------------- | ------- | ----- | ------- | ----- | ------- | ----- |
| Rayo Vallecano B        | 2010/2011           | Segunda División B  | 12      | 2     | 0       | 0     | 12      | 0     |
| Rayo Vallecano          | 2010/2011           | Segunda División    | 2       | 0     | 2       | 0     | 4       | 0     |
| Rayo Vallecano B        | 2011/2012           | Segunda División B  | 15      | 0     | 0       | 0     | 15      | 0     |
| Rayo Vallecano          | 2011/2012           | Primera División    | 4       | 0     | 2       | 0     | 6       | 0     |
| Getafe B                | 2012/2013           | Segunda División B  | 35      | 0     | 0       | 0     | 35      | 0     |
| Albacete Balompié       | 2013/2016           | Segunda División B  | 0       | 0     | 0       | 0     | 0       | 0     |
| Real Murcia CF          | 2016/2017           | Segunda División B  |         |       |         |       |         |       |
| Elche CF                | 2017/2018           | Segunda División B  |         |       |         |       |         |       |
| FC Cartagena            | 2017/2018           | Segunda División B  |         |       |         |       |         |       |
| Hércules de Alicante CF | 2018/2021           | Segunda División B  |         |       |         |       |         |       |
| Salamanca UDS           | 2021/2022           | Segunda RFEF        | 31      | 2     | 0       | 0     | 31      | 2     |
| Salamanca UDS           | 2022/2023           | Tercera RFEF        |         |       |         |       |         |       |
| Total en su carrera     | Total en su carrera | Total en su carrera | 68      | 0     | 4       | 0     | 72      | 0     |

Salamanca